# Conothele truncicola
Conothele truncicola is een spinnensoort in de taxonomische indeling van de valdeurspinnen (Ctenizidae).
Het dier behoort tot het geslacht Conothele. De wetenschappelijke naam van de soort werd voor het eerst geldig gepubliceerd in 2002 door Michael Ilmari Saaristo.